# 越後製菓
越後製菓株式会社（えちごせいか、英: Echigo Seika Co., Ltd.）は、新潟県長岡市に本社を置く、米を原料とした食品会社である。高橋英樹が扮する「越後侍」で有名。

## 概要
2019年（令和元年）度の米菓の売上高は、亀田製菓の子会社であるアジカルに次ぎ、米菓業界第10位。トップバリュの米菓を受託製造している。自主廃業した岐阜県揖斐郡池田町の日東あられ新社からは「サラダセブン」、2010年（平成22年）4月に事業を停止した新潟県小千谷市の新野製菓から「名作」、2016年（平成28年）8月に事業を停止した新潟県上越市のみながわ製菓から「とうがらしの種」をそれぞれ譲受した。高圧を利用した製品作りにも取り組んでいる。
エースコックのカップ麺「力うどん」と「もちもちラーメン」に入っている切り餅は1980年代の発売開始当初、越後製菓の製造だった。現在はパックに製造者名の記述が無いため引き続き製造を行なっているかは不明。また、大黒食品工業が唯一全国発売しているカップ麺「大黒 杵もちラーメン」と「大黒 力（ちから）うどん」に入っている切り餅も越後製菓の製造である。こちらは両製品のカップのふたに越後製菓の社章が記され、越後製菓の切り餅使用が明記されている。

## 沿革
※ 沿革｜企業情報｜越後製菓株式会社（外部リンク）
- 1946年（昭和21年）- 創業者・山﨑正が、郷里小千谷の特産品「小千谷そば」に着目し、小千谷市鴻の巣町において「茹出しそば」を製造。長岡市内の各事業所・官庁に販売をはじめる。
- 1947年（昭和22年）- 長岡市呉服町（現本社）に工場を建設。
- 1951年（昭和26年）- 資本金30万円で、合資会社山﨑製麺所設立。乾麺の製造を開始。
- 1953年（昭和28年）- 乾麺製造を廃止し、米菓の製造を開始。
- 1957年（昭和32年）- 合資会社山﨑製麺所を発展的に解消。越後製菓株式会社を設立。
- 1962年（昭和37年）- 本社米菓工場が火災で焼失。
- 1967年（昭和42年）- 新潟県学校給食委託加工工場の指定を受ける。
- 1973年（昭和48年）- 中小企業構造改善事業第一次計画により、三条市の有限会社星野製菓所と合併。小千谷市高梨町に10,000㎡の工場用地を取得し、高梨第一工場を設立。包装餅の生産を本格的に開始する。
- 1975年（昭和50年）- 包装切り餅増産のため、業界に先がけクリーンルーム工場の高梨第二工場を建設。
- 1977年（昭和52年）- 無菌化包装餅「クリーンパック」シリーズを発売。
- 1978年（昭和53年）- 長岡市永田町に永田工場を設立。
- 1979年（昭和54年）- 北魚沼郡川口町の工場を買収し、川口工場を設立。米菓・包装餅の増産を開始。
- 1980年（昭和55年）- 長岡市原町に原町工場を設立。
- 1982年（昭和57年）- 長岡市内製菓会社より営業権の譲渡を受け、宮内工場とする。
- 1983年（昭和58年）- 最新鋭技術を導入した高梨第三工場「包装餅製造クリーンルーム工場」落成。
- 1984年（昭和59年）- 小千谷市内製菓会社より営業権譲渡を受け、片貝工場、小国工場を設立。
- 1989年（平成元年）- 片貝工場（小千谷市片貝）第一期工事を竣工。
- 1991年（平成3年）- 鏡餅増産のため、十日町市に十日町工場を新規開設。
- 1992年（平成4年）- 片貝工場に隣接する庭園「越風馨」を開園。株式会社越後天風を設立。越後食品株式会社に惣菜製造新工場を竣工。
- 1995年（平成7年）- 長岡市呉服町の本社新社屋新築工事を竣工。沼田工場を開設。
- 1997年（平成9年）- 片貝工場第二期工事竣工。
- 1999年（平成11年）- 高橋英樹出演のCM放映を開始。旭川工場（野村製菓内）、太宰府工場開設。
- 2000年（平成12年）- 沼田工場超高圧処理米飯「越後のごはん」本格生産開始。山谷工場開設。
- 2005年（平成17年）- 超高圧無菌包装米飯 韓国事業開始。
- 2007年（平成19年）- 韓国で、東遠F&B牙山工場が本格稼働。
- 2009年（平成21年）- 山﨑彬会長が「食品産業功労賞」（農林水産省後援）を受賞。敷地面積150,000㎡の小千谷工場開設。宮内工場米飯ライン有機JAS工場として認定。
- 2010年（平成22年）- 高梨工場敷地内に三碩人の頌徳碑を建立。
- 2011年（平成23年）- 日東あられ新社の「サラダセブン」「ひなあられ」「味千両」を越後製菓で生産、販売開始。
- 2013年（平成25年）- 「日本のごはん」がパックご飯としてエコマーク商品第一号に認定（日本環境協会エコマーク事務局）。
- 2014年（平成26年）- 高橋英樹と高橋真麻共演のCM「日本のごはん」全国放映開始。「ふくしま浜街道・桜プロジェクト」に全社員が参加し、千本の桜の苗木を植樹。
- 2015年（平成27年）- High-Pressure Support株式会社を設立。鏡餅の個包装容器に「とうもろこし澱粉」が主原料のバイオマス容器を導入。
- 2016年（平成28年）- 株式会社みながわ製菓より「とうがらしの種」などの商標権の譲渡を受ける。熊本地震の災害支援で、パックご飯48,000食を納品。
- 2017年（平成29年）- 越後製菓の切餅が宇宙航空研究開発機構（JAXA）で「宇宙日本食」として認証される。
- 2018年（平成30年）- 片貝工場が食品安全管理規格のJFS-B規格に適合。

## 主な製品
- 切り餅 - 越後生一番
- 鏡餅 - 楽々お飾り
- 包装米飯 - 越後のごはん（レンジアップタイプ）
- 米菓（あられ、せんべい） - 味の追求 ふんわり名人きなこ餅
- 麺
- 惣菜 - 醤油赤飯

## 主要事業所
- 本社・本社工場 - 新潟県長岡市呉服町1丁目4-5
- 川口工場 - 新潟県長岡市川口中山301-1
- 宮内工場 - 新潟県長岡市下条町684-3
- 高梨工場 - 新潟県小千谷市高梨町1003-1
- 片貝工場 - 新潟県小千谷市片貝町1980-1
- 片貝西工場 - 新潟県小千谷市片貝町5085
- 元中子工場 - 新潟県小千谷市大字ひ生丙347-1
- 沼田工場 - 新潟県小千谷市片貝町字沼田2630-1
- 小千谷工場 - 新潟県小千谷市鴻巣町字比良1260
- 十日町工場 - 新潟県十日町市大字四日町1586-2
- 札幌工場 - 北海道札幌市東区東苗穂3条3丁目2-74
- 太宰府工場 - 福岡県大野城市御笠川6丁目7-10

## 餅の切り込みをめぐる特許侵害訴訟
越後製菓は切り餅の側面に切り込みを入れ、焼くときれいに膨らむという技術で特許（特許第4111382号）を取得している。しかしその後、競合企業である佐藤食品工業（現・サトウ食品）が側面に加え、上下面に十字の切り込みを入れた「サトウの切り餅・パリッとスリット」を発売。
これに対し越後製菓は2011年（平成23年）、サトウ食品が特許を侵害しているとして、製造の差し止めと59億4000万円の損害賠償を求める民事訴訟を起こした。2012年（平成24年）3月22日、知的財産高等裁判所で開かれた控訴審判決において、越後製菓の請求を棄却した東京地方裁判所の一審判決を取り消し、サトウ食品に対し製造の差し止めと約8億円の損害賠償などを命じ、越後製菓が勝訴した。サトウ食品側は上告していたが同年9月19日最高裁がそれを棄却する決定を下し、知財高裁判決が確定した。

## 広報活動

### CM
テレビCMに俳優の高橋英樹を起用。高橋が自ら主演の時代劇『桃太郎侍』をモチーフにした「越後侍」に扮し、クイズ番組風に早押しの解答ボタンを押し、「正解は、越後製菓!」と発する内容のもので、毎年10月から年末まで放映されている。サウンドロゴは「あ、越後製菓。」と女性の声で告げている。レトルトパックのごはんのコマーシャルでは高橋の娘である高橋真麻が女中に扮し、父と親子共演を果たしている。

### 提供番組
- 東京キー局のスポット（本社のある新潟県長岡市は上越新幹線を介して東京との直結が関わり）
- 政令指定都市・県庁所在地ローカル局のスポット
- FNNスーパーニュース→みんなのニュース→プライムニュース イブニング→Live News it!（フジテレビ系）
- にじいろジーン（カンテレ・フジテレビ系）
- そうだったのか!池上彰の学べるニュース（テレビ朝日系）
- にっぽん菜発見 そうだ、自然に帰ろう（ABC・テレビ朝日系）
- JNNニュース（TBS系）

### スポンサー
- プロバスケットボール（Bリーグ）新潟アルビレックスBBの背中スポンサーである。
- 長岡まつり大花火大会では毎年、ベスビアス大スターマイン『稲穂の夢』へのスポンサーとなっている。

## 系列会社
- 株式会社越後天風
- 越後食品株式会社
- 浅草屋産業株式会社